# Sphenomorphus victoria
Sphenomorphus victoria este o specie de șopârle din genul Sphenomorphus, familia Scincidae, descrisă de Walter Varian Brown și Alcala 1980. A fost clasificată de IUCN ca specie cu risc scăzut. Conform Catalogue of Life specia Sphenomorphus victoria nu are subspecii cunoscute.